# L'Alerte rouge
Pour les articles homonymes, voir Alerte rouge.
Pour plus de détails, voir Fiche technique et Distribution.
L'Alerte rouge est un téléfilm français en deux épisodes réalisé par Gilles Katz en 1991.

## Synopsis
A Tredos, les pompiers sont tous des volontaires. Francis Touvenel (Bernard-Pierre Donnadieu), tailleur de pierre, est chef de corps. Avec lui, Marie (Françoise Michaud), l'infirmière qui élève seule sa fille, Christian (Philippe Pouchain), le cuisinier exubérant et amoureux de Marie, Jérôme (Sylvain Joubert), le séduisant curé du village, Bernard (Francesco Vidal), le contestataire, et Simon (Claude Brosset), le râleur un peu trop porté sur la bouteille, forment une petite équipe courageuse très soudée malgré les différences de culture. En ce jour d'hiver, Stéphane (Gilles Dyrek), 17 ans, se présente à la caserne pour prendre son engagement quand l'alerte est donnée. C'est au village voisin, chez Inge Bauer (Sonja Kirchberger), que le feu s'est déclaré. Les maisons alentour sont menacées. Les pompiers interviennent avec l'aide de Jacquot, le mécanicien. Plus tard, une terrible catastrophe mobilisera tout le département : un car de voyageurs est tombé dans le ravin. Les volontaires de Tredos sont sur le pied de guerre avec Stéphane, qui vit là, sa première expérience de pompier au milieu des victimes...
L'été est là, les touristes sont présents dans le village. Mais pas de répits pour les pompiers volontaires de Tredos. Francis recrute un nouveau pompier, Gunther (Hannes Jaenicke) qui connaitra, comme tous ces autres camarades, un très gros feu de forêt déclenché volontairement par un homme qui va « jouer » tout au long de l'été avec les volontaires de Tredos. Une nuit qui s'annonce très dure car le vent qui souffle ne va pas aider les pompiers, le feu est aux portes du village d'Alric et d'un camping touristique...

## Fiche technique
- Titre : L'Alerte rouge
- Réalisation : Gilles Katz
- Scénario et dialogue : Sylvain Joubert
- Musique : Serge Franklin
- Décors : Gilbert Gagneux
- Montage : Marie-Claire Grandin

## Distribution
- Sylvain Joubert : Jérôme
- Bernard-Pierre Donnadieu : Francis Touvenel
- Françoise Michaud : Marie
- Philippe Pouchain : Christian Boissinat
- Claude Brosset : Simon
- Francesco Vidal : Bernard
- Gilles Dyrek : Stéphane "Michou"
- Marc Barbè : Jacquot
- Bernard Valdeneige : Bessombes
- Hannes Jaenicke : Gunther
- Dieter Kirchlechner (de) : Georg Kinshofer
- Anne-Marie Besse : Christine
- Jean-Claude Caron : Lieutenant Jean-Pierre Vignal
- Michel Cordes : Adjudant Labastide
- Sonja Kirchberger : Inge Bauer
- Pierre Londiche : Jean-Pierre Bacquet
- Bernard Malaterre : Capitaine Jean Ferrière
- Dominique Ratonnat : Colonel Charles Tranier DDSIS